# 圣永
圣永（法語：Saint-Yon，法語發音：[sɛ̃.t‿jɔ̃] ⓘ）是法国法蘭西島大區埃松省的一个市镇，属于埃唐普区。

## 地理
圣永（48°33'45"N, 2°11'7"E）面积4.66 平方千米，位于法国法蘭西島大區埃松省，该省份为法国北部内陆省份，北起上塞纳省和马恩河谷省，西接厄尔-卢瓦省和伊夫林省，南至卢瓦雷省，东临塞纳-马恩省。
与圣永接壤的市镇（或旧市镇、城区）包括：埃格利、布瓦西苏圣永、布勒耶、布勒-茹伊、圣叙尔皮斯-德法维耶尔。

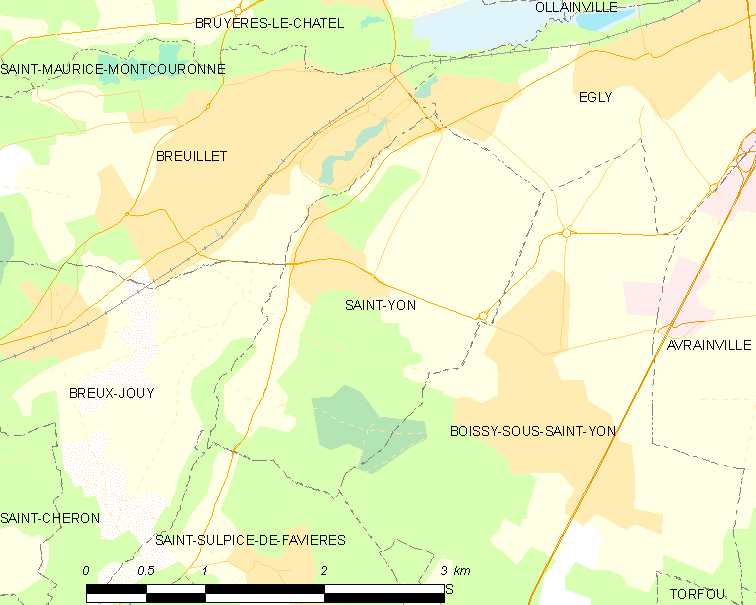
圣永的OSM定位图

圣永的时区为UTC+01:00、UTC+02:00（夏令时）。

## 行政
圣永的邮政编码为91650，INSEE市镇编码为91581。

## 政治
圣永所属的省级选区为阿尔帕容县。

## 人口

1962-2008年间圣永人口变化图示

圣永于2022年1月1日时的人口数量为914人。